# Диаконешти (Дамбовица)
Диаконешти (рум. Diaconești) насеље је у Румунији у округу Дамбовица у општини Пучоаса. Oпштина се налази на надморској висини од 428 m.

## Становништво
Према подацима из 2002. године у насељу је живело 481 становника, од којих су сви румунске националности.